# 회룡포

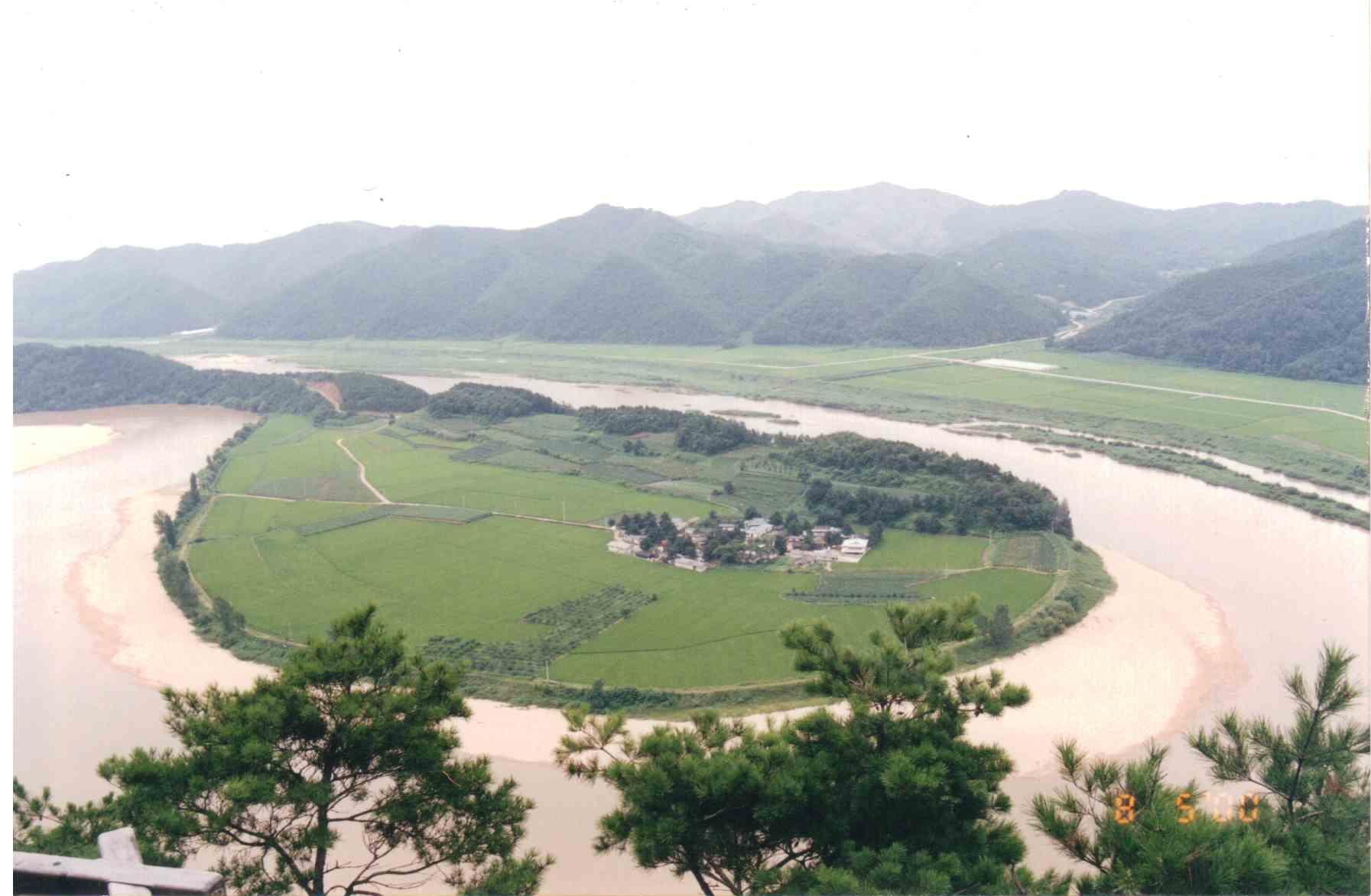

회룡포(回龍浦)는 경상북도 예천군 용궁면 대은리 일대에 있는 농촌마을이자 관광지이다. 대한민국의 명승 제16호이다.

## 소개
경상북도 예천군 용궁면 대은리 일대에 있는 마을로 낙동강 지류인 내성천이 감싸는 모습을 하고 있으며 건너편에 장안사(長安寺)와 마을을 볼 수 있는 회룡전망대(회룡대)가 있다. 현재 인구 수는 10명 가량이며 농업이 주 산업이다. 
한국방송공사 1박 2일에 소개되었으며 드라마 가을동화의 촬영지로 이를 통해서 외지인들이 찾아오고 있으며 사진가들과 여행가들 사이에서도 꼭 가봐야할 출사지이자 여행지로 선정되었다. 
마을 주변에 내성천을 건널 수 있는 뿅뿅다리라 불리는 철제 다리가 있다.   
원래 이름은 '의성포'였으나 같은 도의 의성군과의 오해를 피하기 위해 지금의 회룡포로 이름을 변경하였다.    

## 지리
마을 전체가 낙동강 지류인 내성천에 둘러싸인 모습이 돋보여지고 회룡대에 올라가면 내성천과 산봉우리로 둘러싸인 마을의 모습을 볼 수 있어서 육지의 섬으로도 불린다. 행정상으로는 예천군 용궁면 향석리와 대은리, 지보면 마산리 일대를 아우르고 있다. 
향석리에서 시작되는 마을입구에서부터 대은리, 마산리 일대순으로 가면 회룡포의 분위기를 한눈에 느낄 수 있다.  
곳곳이 산봉우리로 둘러싸여있으며 아름다운 자연풍경을 보여주고 있으며 강이나 개천에서는 드물게 백사장이 깔려있다.   

## 인구
회룡포에서의 인구는 10명 가량으로 대부분 농업에 종사하나 관광지로 알려진 이후로는 일부에서 매점, 식당 등의 서비스업도 하고있다. 행정구역상 예천군 군민에 속한다.   

## 회룡대(回龍臺)
회룡포마을 앞산에 있는 전망대로 장안사 옆에 있으며 장안사로 올라가는 길과 지보면 마산리에서 올라가는 길이 있다. 다만 마산리에서 올라가는 길은 등산로이자 경사진 곳이므로 유모차나 휠체어는 아스팔트 도로로 포장된 장안사길로 우회하여 들리는 것을 추천한다. 또 등산로 일부가 경사가 져서 위험할 수 있으므로 조심히 하산해야한다.  
이 곳에 올라가면 회룡포마을이 한눈에 보여진다.   

## 뿅뿅다리
원래 이름은 퐁퐁다리였으며 98년도 신문 및 방송에 뿅뿅으로 잘못 보도가 되어 뿅뿅다리라는 이름이 더 알려져 지금의 뿅뿅다리가 되었다 
내성천 사이로 연결된 다리로 물이 뿅뿅 오른다고 해서 붙여진 다리이며 철제 발판과 석교로 되어있다. 다만 태풍이나 폭우로 강이 범람시에는 다리가 잠기거나 무너져서 회룡포로 갈 수 없거나 고립될 수 있다.

## 참고사항
회룡포마을은 관광지이기도 하지만 주민들이 소수 거주하는 곳이므로 특히 상업 가게를 제외한 일반 가옥은 외부인 출입을 금지하므로 주인 허락없이 무단 출입을 금한다. 또 일몰 이후에는 주민을 제외한 외부인은 방문을 삼가해야한다. 

## 주변장소
- 삼강주막
- 용궁시장
- 장안사